# سانت إلاريو ديلو إيونيو
هي مدينة تقع في مقاطعة ريدجو كالابريا في إيطاليا .